# Joensuu Wolves 2012
Questa voce raccoglie le informazioni riguardanti gli Joensuu Wolves nelle competizioni ufficiali della stagione 2012.

## Maschile

### II-divisioona 2012

#### Stagione regolare
| Vaasa 26 maggio 2012, ore 13:15 2ª giornata | Vaasa Vikings | 47 – 0 | Joensuu Wolves | Botniahallin ulkokeinonurmi |

| Joensuu 9 giugno 2012, ore 13:00 3ª giornata | Joensuu Wolves | 0 – 61 | Kuopio Steelers | Utran tekonurmi |

| Jyväskylä 17 giugno 2012, ore 12:00 4ª giornata | Jyväskylä Pirates | 28 – 0 | Joensuu Wolves | Palokan keinonurmi |

| Joensuu 7 luglio 2012, ore 13:00 6ª giornata | Joensuu Wolves | 7 – 57 | Vaasa Vikings | Utran tekonurmi |

| Kuopio 22 luglio 2012, ore 15:00 7ª giornata | Kuopio Steelers | 79 – 0 | Joensuu Wolves | Väinölänniemen stadion |

| Joensuu 11 agosto 2012, ore 13:00 9ª giornata | Joensuu Wolves | 0 – 39 | Jyväskylä Pirates | Utran tekonurmi |

### Statistiche di squadra
| Competizione      | %Vittorie | In casa | In casa | In casa | In casa | In casa | In casa | In trasferta | In trasferta | In trasferta | In trasferta | In trasferta | In trasferta | Totale | Totale | Totale | Totale | Totale | Totale |
| Competizione      | %Vittorie | G       | V       | N       | P       | Pf      | Ps      | G            | V            | N            | P            | Pf           | Ps           | G      | V      | N      | P      | Pf     | Ps     |
| ----------------- | --------- | ------- | ------- | ------- | ------- | ------- | ------- | ------------ | ------------ | ------------ | ------------ | ------------ | ------------ | ------ | ------ | ------ | ------ | ------ | ------ |
| Stagione regolare | .000      | 3       | 0       | 0       | 3       | 7       | 157     | 3            | 0            | 0            | 3            | 0            | 154          | 6      | 0      | 0      | 6      | 7      | 311    |
| Totale            | .000      | 3       | 0       | 0       | 3       | 7       | 157     | 3            | 0            | 0            | 3            | 0            | 154          | 6      | 0      | 0      | 6      | 7      | 311    |

## Femminile

### Naisten Vaahteraliiga 2012

#### Stagione regolare
| Joensuu 12 maggio 2012, ore 12:00 1ª giornata | Joensuu Wolves | 8 – 47 | Turku Trojans | Utran tekonurmi |

| Joensuu 19 maggio 2012, ore 12:00 2ª giornata | Joensuu Wolves | 30 – 46 | Seinäjoki Crocodiles | Utran tekonurmi |

| Joensuu 3 giugno 2012, ore 12:00 Anticipo 8ª giornata | Joensuu Wolves | 14 – 59 | Oulu Northern Lights | Utran tekonurmi |

| Nokia 10 giugno 2012, ore 13:00 4ª giornata | Nokia Ghosthunters | 67 – 8 | Joensuu Wolves | Keskusurheilukenttä |

| Joensuu 16 giugno 2012, ore 12:00 5ª giornata | Joensuu Wolves | 6 – 64 | Helsinki Roosters | Utran tekonurmi |

| Mikkeli 1º luglio 2012, ore 15:00 6ª giornata | Mikkeli Bouncers | 24 – 14 | Joensuu Wolves | Urpolan tekonurmi |

| Helsinki 7 luglio 2012, ore 13:00 7ª giornata | Helsinki Lady Demons | 54 – 8 | Joensuu Wolves | Velodromo di Helsinki |

| Jyväskylä 22 luglio 2012, ore 15:00 9ª giornata | Jyväskylä Jaguars | 42 – 16 | Joensuu Wolves | Palokan urheilukeskus |

### Statistiche di squadra
| Competizione      | %Vittorie | In casa | In casa | In casa | In casa | In casa | In casa | In trasferta | In trasferta | In trasferta | In trasferta | In trasferta | In trasferta | Totale | Totale | Totale | Totale | Totale | Totale |
| Competizione      | %Vittorie | G       | V       | N       | P       | Pf      | Ps      | G            | V            | N            | P            | Pf           | Ps           | G      | V      | N      | P      | Pf     | Ps     |
| ----------------- | --------- | ------- | ------- | ------- | ------- | ------- | ------- | ------------ | ------------ | ------------ | ------------ | ------------ | ------------ | ------ | ------ | ------ | ------ | ------ | ------ |
| Stagione regolare | .000      | 4       | 0       | 0       | 4       | 58      | 216     | 4            | 0            | 0            | 4            | 46           | 187          | 8      | 0      | 0      | 8      | 104    | 403    |
| Totale            | .000      | 4       | 0       | 0       | 4       | 58      | 216     | 4            | 0            | 0            | 4            | 46           | 187          | 8      | 0      | 0      | 8      | 104    | 403    |